# Fjädervikt i boxning vid olympiska sommarspelen 1980
Resultat från boxning vid olympiska sommarspelen 1980 och herrarnas fjädervikt. De 35 boxarna vägde under 57 kg. Tävlingarna arrangerades i Indoor Stadium of the Olympiski Sports Complex i Moskva.

## Medaljörer
| Klass      | Guld                    | Silver              | Brons                          |
| Fjädervikt | Rudi Fink · Östtyskland | Adolfo Horta · Kuba | Krzysztof Kosedowski · Polen   |
| Fjädervikt | Rudi Fink · Östtyskland | Adolfo Horta · Kuba | Viktor Rybakov · Sovjetunionen |

## Resultat

### Första rundan
| Vinnare                 | Resultat      | Förlorare                  |
| Första rundan           | Första rundan | Första rundan              |
| ----------------------- | ------------- | -------------------------- |
| Rudi Fink (GDR)         | 5-0           | Hannu Kaislama (FIN)       |
| Carlos González (MEX)   | 5-0           | Nidal Haddad (SYR)         |
| Ravsal Otgonbayar (MGL) | 4-1           | Abdulzhava Jawad Ali (IRQ) |

### Andra rundan
| Vinnare                    | Resultat     | Förlorare                    |
| Andra rundan               | Andra rundan | Andra rundan                 |
| -------------------------- | ------------ | ---------------------------- |
| Adolfo Horta (CUB)         | 5-0          | Odd Bengtsson (SWE)          |
| Titi Cercel (ROU)          | 5-0          | Robert Gönczi (HUN)          |
| Fitzroy Brown (GUY)        | 5-0          | Abilio Almeida Cabral (ANG)  |
| Luis Pizarro (PUR)         | RSC-3        | Jean-Pierre Mberebe (CMR)    |
| Sidnei dal Rovere (BRA)    | RSC-1        | Narendra Poma (NEP)          |
| Leoul Nearaio (ETH)        | 3-2          | Ramy Patrick Zialor (SEY)    |
| Krysztof Kosedowski (POL)  | 5-0          | Gu Young-Jo (PRK)            |
| Dejan Marovic (YUG)        | 5-0          | Miroslav Sandor (TCH)        |
| Peter Hanlon (GBR)         | 4-1          | Antonio Esparragoza (VEN)    |
| Viktor Rybakov (URS)       | 5-0          | Daniel Londas (FRA)          |
| Barthelemy Adoukonou (BEN) | DSQ-2        | Sambo (MAD)                  |
| Tzacho Andreikowski (BUL)  | KO-1         | William Azanor (NGR)         |
| Winfred Kabunda (ZAM)      | RSC-1        | Takto Youtiya Homrasmy (LAO) |
| Barry McGuigan (IRL)       | RSC-3        | Issack Mabushi (TAN)         |
| Rudi Fink (GDR)            | KO-1         | Esmail Mohamad (AFG)         |
| Carlos González (MEX)      | 3-2          | Ravsal Otgonbayar (MGL)      |

### Tredje rundan
| Vinnare                   | Resultat      | Förlorare                  |
| Tredje rundan             | Tredje rundan | Tredje rundan              |
| ------------------------- | ------------- | -------------------------- |
| Adolfo Horta (CUB)        | 5-0           | Titi Cercel (ROU)          |
| Luis Pizarro (PUR)        | 5-0           | Fitzroy Brown (GUY)        |
| Sidnei dal Rovere (BRA)   | 5-0           | Leoul Nearaio (ETH)        |
| Krysztof Kosedowski (POL) | 4-1           | Dejan Marovic (YUG)        |
| Viktor Rybakov (URS)      | 5-0           | Peter Hanlon (GBR)         |
| Tzacho Andreikowski (BUL) | KO-2          | Barthelemy Adoukonou (BEN) |
| Winfred Kabunda (ZAM)     | 4-1           | Barry McGuigan (IRL)       |
| Rudi Fink (GDR)           | KO-2          | Carlos González (MEX)      |

### Kvartsfinaler
| Vinnare                   | Resultat      | Förlorare                 |
| Kvartsfinaler             | Kvartsfinaler | Kvartsfinaler             |
| ------------------------- | ------------- | ------------------------- |
| Adolfo Horta (CUB)        | 5-0           | Luis Pizarro (PUR)        |
| Krysztof Kosedowski (POL) | 5-0           | Sidnei dal Rovere (BRA)   |
| Viktor Rybakov (URS)      | 4-1           | Tzacho Andreikowski (BUL) |
| Rudi Fink (GDR)           | 4-1           | Winfred Kabunda (ZAM)     |

### Semifinaler
| Vinnare            | Resultat    | Förlorare                 |
| Semifinaler        | Semifinaler | Semifinaler               |
| ------------------ | ----------- | ------------------------- |
| Adolfo Horta (CUB) | WO          | Krysztof Kosedowski (POL) |
| Rudi Fink (GDR)    | 4-1         | Viktor Rybakov (URS)      |

### Final
| Vinnare         | Resultat | Förlorare          |
| Final           | Final    | Final              |
| --------------- | -------- | ------------------ |
| Rudi Fink (GDR) | 4-1      | Adolfo Horta (CUB) |